# Abrostola clarissa
Abrostola clarissa är en fjärilsart som beskrevs av Otto Staudinger 1899. Abrostola clarissa ingår i släktet Abrostola och familjen nattflyn. Inga underarter finns listade i Catalogue of Life.